# Tris(2-methoxyethoxy)vinylsilan
Tris(2-methoxyethoxy)vinylsilan ist eine chemische Verbindung aus der Gruppe der siliciumorganischen Verbindungen.

## Gewinnung und Darstellung
Tris(2-methoxyethoxy)vinylsilan kann durch Veresterung von Vinyltrichlorsilan mit 2-Methoxyethanol gewonnen werden.

## Eigenschaften
Tris(2-methoxyethoxy)vinylsilan ist eine brennbare, schwer entzündbare, farblose bis gelbliche Flüssigkeit, die in Wasser hydrolysiert.

## Verwendung
Tris(2-methoxyethoxy)vinylsilan ist ein bifunktionelles Molekül, das organofunktionelle Gruppen enthält, die starke kovalente Vernetzungen mit Polymeren bilden können, sowie hydrolysierbare Gruppen, die in der Lage sind, starke kovalente Bindungen mit den Hydroxylgruppen auf Siliciumdioxidoberflächen zu bilden. Diese Funktionalität ermöglicht die Reaktion sowohl mit organischen als auch mit anorganischen Füllstoffen. So kann es als Klebstoff und als Beschleuniger verwendet werden. Die Verbindung wird hauptsächlich in Drähten und Kabeln als Vernetzer in EPDM-Kautschuk und für feuchtigkeitshärtende thermoplastische Polyolefine verwendet. Es wird auch als Bestandteil von gleitfähigen Beschichtungen für Kunststofffolien eingesetzt.